# Liste der Denkmalensembles in Meiningen
Die Liste der Denkmalensembles in Meiningen ist eine Teilliste der Liste der Kulturdenkmale in Meiningen und führt die Denkmalensembles in der Kreisstadt Meiningen in Südthüringen auf. Die Erfassung aller Denkmale in die Denkmalliste der Unteren Denkmalschutzbehörde in Meiningen ist noch nicht abgeschlossen. Die Liste erhebt somit keinen Anspruch auf Vollständigkeit.
Für Denkmalensembles gelten nach Thüringer Denkmalschutzgesetz (ThürDSchG) besondere Festlegungen. So sind die Denkmalensembles in Thüringer Staatsanzeiger zu veröffentlichen. Auch gelten zusätzliche Regelungen zum Schutz. Diese Festlegungen werden von der Behörde nur teilweise erbracht. Die Bahnhofsanlage wird zum Beispiel von der Behörde nicht als Denkmalensemble im Denkmalbuch eingetragen. Damit entfällt der Schutz für viele Einrichtungen und Gebäude des Bahngeländes.

## Legende
- Bild: zeigt ein Bild des Kulturdenkmals und gegebenenfalls einen Link zu weiteren Fotos des Kulturdenkmals im Medienarchiv Wikimedia Commons
- Bezeichnung: Name, Bezeichnung oder die Art des Kulturdenkmals
- Lage: Wenn vorhanden Straßenname und Hausnummer des Kulturdenkmals; Grundsortierung der Liste erfolgt nach dieser Adresse. Der Link Karte führt zu verschiedenen Kartendarstellungen und nennt die Koordinaten des Kulturdenkmals.
 Kartenansicht, um Koordinaten zu setzen – in dieser Kartenansicht sind Kulturdenkmale ohne Koordinaten mit einem roten bzw. orangen Marker dargestellt und können in der Karte gesetzt werden. Kulturdenkmale ohne Bild sind mit einem blauen bzw. roten Marker gekennzeichnet, Kulturdenkmale mit Bild mit einem grünen bzw. orangen Marker.
- Datierung: gibt das Jahr der Fertigstellung beziehungsweise das Datum der Erstnennung oder den Zeitraum der Errichtung an
- Beschreibung: bauliche und geschichtliche Einzelheiten des Kulturdenkmals, vorzugsweise die Denkmaleigenschaften
- ID: Die ID identifiziert das Kulturdenkmal eindeutig. In Thüringen sind aktuell keine IDs veröffentlicht. In der ID-Spalte kann sich auch folgendes Icon  befinden, dies führt zu Angaben zu diesem Kulturdenkmal bei Wikidata.

## Denkmalensembles

### Bauliche Gesamtanlagen
Folgende Denkmalensembles sind als Bauliche Gesamtanlage nach § 2 Abs. (2) Nr. 1 ThürDSchG aufgeführt.

| Bild                           | Bezeichnung                                                        | Lage | Datierung | Beschreibung | ID |
| ------------------------------ | ------------------------------------------------------------------ | --- | --------- | --- | -- |
| weitere Bilder Fotos hochladen | Stadtkern Meiningen mit Residenz der Herzöge von Sachsen-Meiningen | An der Oberen Mauer, Anton-Ulrich-Straße, Burggasse, Eduard-Fritze-Straße, Eleonorenstraße, Ernestinerstraße, Fischergasse, Freitagsgasse, Georgstraße, Klostergasse, Ludwig-Chronegk-Straße, Luisenstraße, Markt, Mauergasse, Meisengasse, Nonnenplan, Obere Kaplaneigasse, Platz an der Kapelle, Postgasse, Reusengasse, Sachsenstraße, Schlossgasse, Schlossplatz, Schlundgasse, Schwabenberg, Schweizergasse, Synagogenweg, Töpfemarkt, Untere Kaplaneigasse, Wassergasse, Wettiner Straße, Wintergasse, Zwingergasse (Karte) |           | Historische Altstadt: Mittelalterlich geprägte Stadtviertel und das nach dem Stadtbrand von 1874 entstandene eklektizistische Viertel innerhalb der ehemaligen Stadtbefestigung.                                                    |    |
| weitere Bilder Fotos hochladen | Platzanlage                                                        | Markt 1–20 Anton-Ulrich-Straße 1, 2 Eleonorenstraße 1 (Karte) |           | Marktplatz: Mittelpunkt der Altstadt und wichtigster Platz der Stadt Meiningen, Ost- und Nordseite des Platzes mit Wohn- und Geschäftshäusern im eklektizistischen Stil, Südseite mit Bürgerhäusern und Stadtkirche.                |    |
| Fotos hochladen                | Platzanlage                                                        | Nonnenplan 1, 2, 3, 4, 5 (Karte) |           | Nonnenplan: alter Platz in der historischen Altstadt mit Beguinenhaus und Fachwerkhäusern, teilweise neu bebaut (Bild: Beguinen-(Nonnen)-Brunnen).                                                                                  |    |
| Fotos hochladen                | Platzanlage                                                        | Töpfemarkt 1, 2, 3, 4, 5, 6, 7, 9, 10, 11 (Karte) |           | Töpfemarkt: wahrscheinlich der älteste seit dem Mittelalter existierende Platz der Stadt, teilweise neu bebaut (Bild: südlicher Teil).                                                                                              |    |
| weitere Bilder Fotos hochladen | Stadtbefestigung                                                   | Altstadt (Karte) |           | Bleichgräben: zwei parallel verlaufende Wassergräben mit dazwischen liegendem Wall der ehemaligen Stadtbefestigung, umschließt den Ost- und Nordteil der Altstadt. Ursprünglich bestand die Anlage aus drei Gräben und zwei Wällen. |    |
| weitere Bilder Fotos hochladen | Platzanlage                                                        | Altstadt Platz an der Kapelle 1–5 Anton-Ulrich-Straße 19 (Karte) |           | Platz an der Kapelle: historischer Platz mit Kapellenbrunnen, im Mittelalter Standort einer Synagoge und später einer Sühnekapelle.                                                                                                 |    |
| Fotos hochladen                | Friedhof                                                           | Englischer Garten Meiningen (Karte) |           | Alter Friedhof mit Herzoglicher Gruftkapelle und Grabsteinen. |    |
| weitere Bilder Fotos hochladen | Friedhof                                                           | Berliner Straße 13–17 Meiningen (Karte) |           | Parkfriedhof |    |
| Fotos hochladen                | Kaserne                                                            | Leipziger Straße 17–23 Meiningen (Karte) |           | Ehemalige Hauptkaserne, auch Stadtkaserne genannt, drei verbliebene Gebäude. |    |
| weitere Bilder Fotos hochladen | Bahnhof                                                            | Lindenallee 1 Meiningen (Karte) |           | Bahnhofsanlage |    |
| weitere Bilder Fotos hochladen | Reihenhäuser                                                       | Reinwaldstraße 17–43, Meiningen (Karte) |           | In den 1920er Jahren entstandener Reihenhauskomplex, Hauptgebäude und Verbindungsbauten mit der Dachform Zollingerdach, Architekt: Jacob Lutz.                                                                                      |    |
| Fotos hochladen                | Bauensemble                                                        | Rohrer Straße 10,12,14,16, Meiningen (Karte) |           | In Reihe angeordnetes Gebäudeensemble im gleichen Baustil, bestehend aus vier Wohnhäusern. |    |
| Fotos hochladen                | Bauensemble                                                        | Schelmengraben 5–15, Meiningen (Karte) |           | Gebäudeensemble aus Reihenhäusern und Einzelwohnhaus, errichtet in den 1920er Jahren. |    |
| weitere Bilder Fotos hochladen | Friedhof                                                           | Berliner Straße 13, Meiningen (Karte) |           | Jüdischer Friedhof, genutzt von 1870 bis 1944. |    |
| weitere Bilder Fotos hochladen | Ortskern                                                           | Dreißigacker, Am Kirchberg, An der Hauptstraße 8,10–35, An der Oberen Linde, An der Unteren Linde, Hessengasse, Kirchstraße 1–11, Meininger Fußweg 1,2, Mittlere Dorfstraße, Mittlere Sackgasse, Obere Sackgasse, Obere Schafgasse, Schlossberg, (Karte) | 1994      | Dorfkern vom Ortsteil Dreißigacker. |    |
| weitere Bilder Fotos hochladen | Ortskern                                                           | Herpf, Am Graben, Am Wasser, Herrengasse, Hotzelgasse, Kirchgasse, Neuer Weg 2,2a, Oberdorf, Obertorgasse, Schmiedsgasse, Schreinergasse, Wiebersgasse (Karte) | 1995      | Dorfkern mit Fachwerkhäusern und Kirchenburg vom Ortsteil Herpf. |    |
| weitere Bilder Fotos hochladen | Ortskern                                                           | Stepfershausen, Auf der Burg 10,18, Hintere Gasse 1,2, Kirchblick 1,2,3,4,6,7,9, Kleine Mühle 2, Lindenplatz, Pappenstein 3,5,6,8,12, Schäfergasse 1,5,10,11,12,14, Stepfershäuser Hauptstraße 17,21,32,33,34,37,38,39,40,42,43,45,46,133, Türckengasse 4, Untere Dorfstraße 4,6,8,9,10,25,27,39, Zentgasse 5,8. (Karte) | 2004      | Häuser im Dorfkern vom Ortsteil Stepfershausen, Fachwerkhäuser und Brunnen. |    |
| weitere Bilder Fotos hochladen | Historische Ortsansicht                                            | Walldorf, Am Roten Haus 3,5,7, Brunnengasse 5,7,11,16,18, Freier Platz 4,15, Fritz-Aßmus-Straße 3,4,10,15, Kleffelgasse 2,6,12, Pfarrgasse 6,7,8,10, Stephanstraße 3,4,5, Tanzberg 1,6,8,11,16. (Karte) | 2007      | Historisches Ortsbild bestimmende Häuser und -gruppen im Ortskern von Walldorf (Bild: Pfarrgasse 8 und 10). |    |

### Kennzeichnendes Straßenbild
Folgende Denkmalensembles in der Kernstadt Meiningen sind als „Kennzeichnendes Straßenbild“ nach § 2, Abs. (2) Nr. 2 ThürDSchG genannt.

| Bild                           | Bezeichnung           | Lage | Datierung | Beschreibung | ID |
| ------------------------------ | --------------------- | --- | --------- | --- | -- |
| weitere Bilder Fotos hochladen | Bernhardstraße        | Bernhardstraße 1–16 (Karte) |           | Repräsentativer Boulevard mit meist öffentlichen Gebäuden im überwiegend klassizistischen Stil, angelegt ab Anfang des 19. Jahrhunderts.                       |    |
| weitere Bilder Fotos hochladen | Charlottenstraße      | Charlottenstraße 1–7 (Karte) |           | Straße mit einer Häuserzeile im klassizistischen Stil im Stadtzentrum, bildet den nördlichen Rand des Englischen Gartens, erbaut ab 1859.                      |    |
| BW                             | Jakob-Schröter-Straße | Jakob-Schröter-Straße 1, 2 (Karte) |           | Entstanden Anfang des 20. Jahrhunderts im Wohngebiet „Am Weidig“.                                                                                              |    |
| weitere Bilder Fotos hochladen | Leipziger Straße      | Charlottenstraße 1, 8 Feodorenstraße 1, 2, 4 Leipziger Straße 1, 2, 3, 4, 5, 6, 7, 8, 10, 10a, 12, 14, 16, 21, 22, 25, 26, 28, 30, 31, 32, 33, 34, 35, 36, 37a, 38a, 38b, 39b, 40, 41, 45, 47, 48, 49, 51, 53, 55, 58, 60, 62, 64 Straße der Justiz 2 (Karte) |           | Mit dominanten Gebäuden im Stil des Historismus und der Gründerzeit bebauter, rund 1 km langer Straßenabschnitt zwischen Bernhardstraße und nahe Wasunger Tor. |    |
| weitere Bilder Fotos hochladen | Marienstraße          | Marienstraße 1–10 (Karte) |           | Straße mit klassizistischer Häuserzeile im Stadtzentrum, bildet den südlichen Rand des Englischen Gartens, erbaut von 1831 bis 1839.                           |    |
| weitere Bilder Fotos hochladen | Schöne Aussicht       | Schöne Aussicht 1–22 (Karte) |           | Ende des 19. Jahrhunderts entstandener Straßenzug mit zahlreichen Stadtvillen.                                                                                 |    |
| weitere Bilder Fotos hochladen | Steinweg              | Steinweg 2–21 (Karte) |           | Um 1900 entstandener Straßenzug |    |